# شون إيفانز (لاعب كرة سلة)
شون إيفانز (20 أكتوبر 1988 بفيلادلفيا في الولايات المتحدة - ) (بالإنجليزية: Sean Evans)‏ هو لاعب كرة سلة أمريكي في مركز هجوم قوي الجسم. لعب مع St. John's Red Storm men's basketball ‏.

## وصلات خارجية
- شون إيفانز على موقع كرة السلة الأوروبية.كوم (الإنجليزية)
- شون إيفانز على موقع كلية كرة السلة في سبورتس رفرنس.كوم (الإنجليزية)
- شون إيفانز على موقع ريلجم (الإنجليزية)
- شون إيفانز على موقع بروبوليرز (الإنجليزية)
- شون إيفانز على موقع سبورتس رفرنس (الإنجليزية)
- شون إيفانز على موقع سبورتس رفرنس (الإنجليزية)